# 阿尔博讷拉福雷
阿尔博讷拉福雷（法語：Arbonne-la-Forêt，法語：[aʁbɔn la fɔʁɛ] ⓘ）是法国塞纳-马恩省的一个市镇，位于该省西南部，属于枫丹白露区。

## 地理
阿尔博讷拉福雷（48°24'48"N, 2°33'54"E）面积15.08 平方千米，位于法国法蘭西島大區塞纳-马恩省，该省份为法国北部内陆省份，北起瓦兹省，西接埃松省、马恩河谷省、塞纳-圣但尼省和瓦兹河谷省，南至卢瓦雷省，东南接约讷省，东临马恩省和奥布省，东北接埃纳省。
与阿尔博讷拉福雷接壤的市镇（或旧市镇、城区）包括：枫丹白露、埃科勒河畔努瓦西、比耶尔地区圣马丹、米伊拉福雷、比耶尔地区弗勒里。

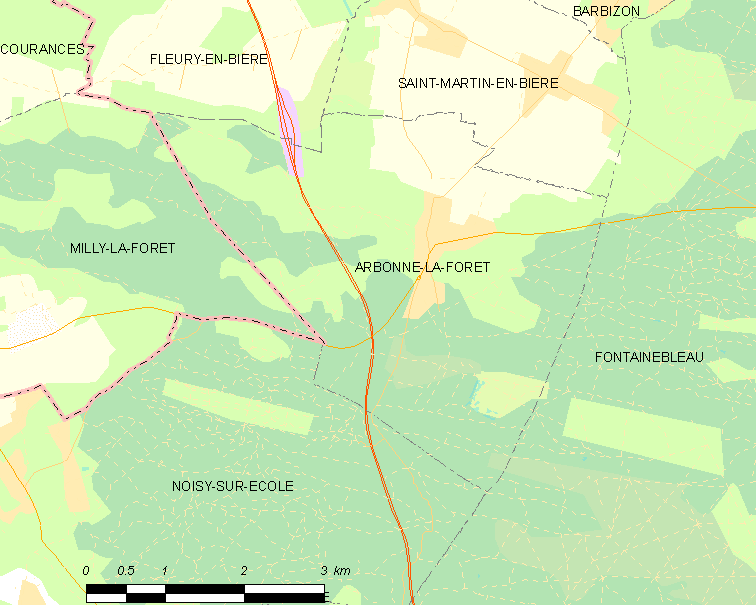
阿尔博讷拉福雷的OSM定位图

阿尔博讷拉福雷的时区为UTC+01:00、UTC+02:00（夏令时）。

## 行政
阿尔博讷拉福雷的邮政编码为77630，INSEE市镇编码为77006。

## 政治
阿尔博讷拉福雷所属的省级选区为枫丹白露县。

## 人口

1962-2008年间阿尔博讷拉福雷人口变化图示

阿尔博讷拉福雷于2022年1月1日时的人口数量为1007人。